# E!

Logotyp för E!

E! är en amerikansk kabel-tv-kanal som sänder i regionala versioner till stora delar av världen. I Sverige och övriga Europa visas olika versioner av kanalen som är specialanpassade för marknaden här. E! inriktar sig på nöjesnyheter, underhållning, mode och bevakning av alla större prisgalor i USA. Kanalens ägare är sedan november 2006 Comcast till 100 %. I Sverige är kanalen tillgänglig på Viasat-plattformen men förhandlingar har förts även med Com hem, hittills utan framgång. Under åren 2000 till 2004 var svenska NonStop Television kanalens nordiska partner, ett samarbete som dock upphörde när E! valde att lansera en pan-europeisk version av kanalen på egen hand.

## Amerikansk historia
E! Entertainment Television grundades av Larry Namer, Brian Owens, Rick Portin den 31 juli 1987 som Movietime, en lågbudgetkanal som visade filmtrailar, nöjesnyheter, eventbevakning och intervjuer. Tidiga programledare på Movietime var Greg Kinnear, Paula Abdul, Katie Wagner, och Richard Blade. Tre år senare, i juni 1990, bytte Movietime namn till E! Entertainment Television för att ytterligare lägga fokus på samtida film, television och musik, prisgalor, dagliga Hollywoodnyheter och skvaller och mode.
Innan flytten till Liberty Media under 1999, ökade dåvarande vd:n Lee Masters tv-bolagets värde från 35 miljoner $ till över 1 billion $. I november 2006 köpte Comcast Walt Disney Companys andel på 39,5 % av företaget E! för 1,23 miljarder $ för att få full kontroll över företaget i samband med en stor affär mellan Disney/ABC och Comcast.
E! når en publik på 88 miljoner kabel- och satellittittare i U.S.A och runt 600 miljoner hem över hela jordklotet. E!:s systerkanaler är Style Network och G4, tillsammans med Comcasts sportkanaler Versus och Golf Channel. I fallet Versus är det personal från E! som producerar företagets Sports Soup medan Orlando-baserade Golf Channel saknar redaktionella samarbeten med E!.

## Svensk historia
På 1990-talet var skandinaviska filmkanalen Filmnet en storkund hos E!. Många av företagets program, som E! News och Behind the Scenes, återutsändes på Filmnet som utfyllnad mellan långfilmerna som startade på fasta tider. Senare blev även svenska TV4 kund hos E!. Även Kanal 5 har under en period visat E!:s dagliga program med nöjesnyheter E! News. E! blev även ett begrepp i Sverige då flera svenska kanaler köpte program om nöjesbranschen i Hollywood från dem trots att kanalens nöjesnyheter varken var först i genren eller haft flest tittare i USA där det dagliga syndikerade nyhetsprogrammet Entertainment Tonight anses vara originalet.

### E! avslutar samarbetet med NonStop television
Svenska tv-bolaget NonStop Televisions första kanal, E!, lanserades den 1 september 2000 i samarbete med E!. NonStop Television bytte dock samarbetspartner den 1 juli 2004 till den kanadensiska kopian Star! från CHUM varpå den skandinaviska kanalen nylanserades som Star!. Bakgrunden var att E! i egen regi hade för avsikt at lansera en paneuropeisk version av sin kanal vilket även skulle inkludera den skandinaviska marknaden. Så skedde också under 2005 då E! fick nypremiär i de Skandinaviska länderna, denna gång i första hand på Viasat-plattformen.
Non Stop Television vill dock fortfarande ha en kanal med nöjesnyheter i sitt utbud, inte minst eftersom man hade en kanalplats i det digitala marknätet för det. Företaget slöt snabbt ett franchiseavtal med kanadensiska CHUM om skandinavisk distribution av deras kanal Star! till Skandinavien. Ironiskt nog var det Star! som på den kanadensiska marknaden visade just E!:s program. Över en natt blev den svenska tittarna av med originalet E! och ersatta med kanadensiska kopian Star!. I praktiken framstod det som att E! hade bytt namn till Star! i Skandinavien. Att det i själva verket var Non Stop som inte längre hade rättigheter att på franchisebasis produceras en skandinavisk variant av E! kommunicerades aldrig till tittarna. I näten Boxer, Canal Digital och Com hem försvann E! helt och ersattes av den kanadensiska kopian.
Utbudet på skandinaviska Star! består till största delen av kanadensiska nöjesnyheter och reportageprogram från dels Star! men även systerkanalen Much Music som båda ägs av mediebolaget CHUM. Från amerikanska kabelkanalen TV Guide Channel köper man röda mattan-reportage och dagliga nöjesnyheter. De visar också alla stora prisgalor från kanaler i USA som Miss Universum, American Music Awards och så vidare trots att dessa inte visas av Star! i hemlandet.

## Distribution
I Sverige distribueras den internationella versionen av E! hos Viasat. Fram till 2004 distribuerades E! även i en helsvensk version som producerades på franchisebasis av Non Stop Television. Den kanalen är dock ersatt av den kanadensiska kopian Star! som utifrån ett kanadensiskt perspektiv bevakar den inhemska och amerikanska film, musik och nöjesscenen. Ironiskt nog har faktiskt den skandinaviska versionen lagt mer sändningstid på kanadensiska program än originalkanalen i just Kanada som i första hand visar program från USA.

## Program på E!
- E! True Hollywood Story
- The Soup (tidigare Talk Soup)
- The Daily 10
- Girls Of The Playboy Mansion (The Girls Next Door)
- Dr. 90210
- Chelsea Lately
- E! News
- Keeping Up With The Kardashians
- Snoop Dogg's Father Hood
- Sunset Tan
- Denise Richards: It's Complicated
- Victoria Silvstedt: My Perfect Life
- Live From The Red Carpet
- The 101